# Haras de Limarovsk
Le haras de Limarovsk (ukrainien : Лимарівський кінний завод) est un haras situé à Novolymarivka, dans le raïon de Starobilsk, de l'oblast de Louhansk, en Ukraine. Il porte le numéro 61. 
Il est créé en 1822, à l'origine pour fournir des chevaux de selle à l'armée russe. En 1843, il est transformé en haras national, et voué à l'élevage de chevaux reproducteurs. L'élevage sélectif y fait émerger un Pur-sang de grande taille, qui a reçu le nom de Pur-sang de Limarovsky.
Il a été placé sous la responsabilité du ministère de la politique agricole d'Ukraine en 1998. Désormais, il élève surtout des chevaux de course, avec de bons résultats. 
Il s'y élève le Trotteur Orlov, le Trotteur russe et le Novoalexandrovsk. 
L'invasion de l'Ukraine par la Russie en 2022 entraîne une menace sur la survie des chevaux du haras.

## Architecture
Le haras a une architecture datée des XVIIIe et XIXe siècles. 
Un musée attenant présente des expositions consacrées à l'histoire du haras.